# Tribute to Nothing
Tribute to Nothing est un groupe anglais de post-hardcore, originaire de Hereford and Worcester.

## Histoire
Tribute to Nothing est formé à Worcester en 1992 par les frères Samuel, Jim et Ben Turner, qui ont 12 et 14 ans, et deux camarades de classe qui quittent le groupe peu de temps après. Pendant les premières années, le groupe ne donne que des concerts dans sa ville natale, le deuxième concert étant vu par quelques centaines de spectateurs. Alors qu'ils se produisent à Londres, ils sont repérés par le photographe de NME Martyn Goodacre, qui les fait signer immédiatement dans le label Go! Discs, propriété de Polygram. Les deux premiers singles, Office Jobs et 24 Hours sortent. Des concerts majeurs sont faits avec des groupes comme The Fall, Shellac, Dee Dee Ramone, NOFX, Iggy Pop et Neurosis, après quoi le groupe attire l'attention de John Peel qui l'invite pour des sessions en direct sur BBC Radio 1. Les années suivantes, le groupe donne plusieurs tournées au Royaume-Uni.
Après quelques singles de plus, Go! Discs est fermé par la société mère Polygram en 1997. Les frères Turner, âgés d'à peine 18 ans en moyenne, fondent le label Lockjaw Records avec leur père Jack Turner, qui est également le manager du groupe. Sa première sortie sur son propre label est le single Finding My Own Mind.
L'album Act Without Words début 2003, le premier avec le nouveau guitariste Kris Stammer, fait connaître le groupe en dehors de l'Angleterre. Après que l'album se soit bien vendu en Allemagne, en Autriche et en Suisse, Tribute to Nothing a des fans aussi en Espagne et dans les pays du Benelux. En 2003 et 2004, le groupe donne plus de 250 représentations à travers l'Europe, certaines en première partie des groupes tels que Hot Water Music, No Use for a Name et Days in Grief.
En 2005, Tribute to Nothing signe un contrat avec le label berlinois Destiny Records, qui publie le 28 avril l'album How Many Times Did We Live?. Jason Livermore, producteur d'albums pour Good Riddance et Rise Against, dirige la production. Le mastering est réalisé par Bill Stevenson, batteur de Black Flag, ALL et des Descendents. Le premier single, Something I Can Trust, parle des deux modes de vie entre lesquels le groupe oscille depuis sa création, les membres du groupe ne gagnent pas assez leurs vies avec les revenus générés par le groupe et doivent occuper des emplois temporaires entre les tournées jusqu'à ce que son propre label soit fondé, ce qui leur donne plus de revenus.

## Discographie
EPs
- Enemy (1997)
- Tribute to Nothing + Three Minute Poetry (split, 2003, Lockjaw Records)

Albums
- Straight Line
- Wrench (1997)
- This Is Freedom? (1999, Lockjaw Records)
- 50,000 Watts of Goodwill (2001, Lockjaw Records)
- Act Without Words (2003, Lockjaw Records)
- How Many Times Did We Live? (2005, Destiny Records)
- Breathe How You Want to Breathe (17. März 2008)

Singles
- Office Jobs
- 24 Hours
- Think You Should (1995)
- Straight Line
- Finding My Own Mind (1997, Lockjaw Records)
- Something I Can Trust (2005, Destiny Records)

DVD
- A Brand New Cause to Fuel the Fire (2004)

## Source de la traduction
- (de) Cet article est partiellement ou en totalité issu de l’article de Wikipédia en allemand intitulé « Tribute to Nothing » (voir la liste des auteurs).